# 서울국제중재센터
서울국제중재센터는 2013년 서울에 설립된 중재 심리장소를 제공하는 공익법인이다.

## 설립
2013년 5월 27일 서울 종로구 서린동 서울글로벌센터 11층에 서울국제중재센터(Seoul International Dispute Resolution Center)의 개소식을 가졌다. 법무부, 서울시, 대한변협, 대한상사중재원이 공동지원했다. 센터의 이사장은 전직 대한변협 회장인 신영무 변호사이다. 대형 1개, 중형 1개, 소형 2개 등의 심리실을 갖추었다. 황교안 법무장관, 박원순 서울시장이 축사를 했다.

## 국제중재
수많은 기업들이 외국에 해외지사를 세운다. 그러면, 본국법인지 현지법인지 등 관할권이 헷갈리는 경우가 많아, 해외 기업들은 관할권이 명확한 국제중재를 선호한다. 가장 오래된 역사는 1883년 4월 5일 설립된 런던국제중재법원(London Court of International Arbitration, LCIA)이다. 오늘날에는 1923년 프랑스 파리에 설립한 국제상업회의소(ICC) 국제중재재판소가 가장 많은 사건을 중재재판한다.
홍콩중재센터, 싱가포르중재센터는 중재기간이 2년이나 걸리지만, 런던국제중재법원은 15개월밖에 안 걸린다. 런던은 홍콩 싱가포르처럼 소가에 따른 비용을 받지 않고, 시간당 비용 청구를 한다.
국제중재 전문가는 영어능력과 영미법 시스템에 대한 이해, 그리고 다양한 법체계를 열린 사고로 받아들일 수 있는 유연한 사고방식이 필수이다.
1998년부터 2010년까지 프랑스 파리 국제상업회의소(ICC)에 한국은 360건으로, 아시아에서 가장 많이 제소되었다.
최고 전문가의 권위를 인정받는 윤병철 김앤장 국제중재 변호사는 중재가 재판보다 유리한 것만은 아니지만, 5년의 재판기간 보다 훨씬 짧은 2년에 단심제로 분쟁이 종료되는 점이 장점이라고 말한다.

## 두바이
아랍에미리트 정부는 2004년 두바이국제금융센터를 설립했다. 110 에이커 (13만평)의 센터에는 아랍에미리트와 달리 영어로 된 독자 민법, 상법을 적용하며, 이 법률로 재판을 하는 자체 중재 법원을 설치했다. 즉, 영국 LCIA와 공동으로 DIFC-LCIA Arbitration Centre를 설립했다.
한국도 이와 같은 방식으로 2012년 서울국제금융센터를 완공하고, 2013년 서울국제중재센터를 설립했다.

## 같이 보기
- 런던국제중재법원(LCIA)
- 국제상업회의소 국제중재센터
- 두바이국제중재센터
- 홍콩국제중재센터
- 싱가포르국제중재센터